# 萨拉姆标准
萨拉姆标准是一个国际酒店等级分类标准，提供 “穆斯林友好”酒店的相关信息。 根据实现的标准，酒店可以达到青铜，银，金或铂金的等级。 萨拉姆标准得到马来西亚旅游与文化部及伊斯兰旅游中心的认可和支持,并于2017年在伊斯兰合作组织（OIC）的COMCEC会议上提出。超过 55,000个酒店在2017年获得认证。 Salam标准由Tripfez Travel负责管理，其总部设在马来西亚。

## 目标
萨拉姆标准旨在提高穆斯林游客酒店的质量标准和透明度。

## 历史
萨拉姆标准于2015年10月由Faeez Fadhlillah和Jürgen Gallistl建立。 2017年4月，分类从3段系统扩展到目前的4段系统。

## 等级划分

### 青铜标准
- 100%的酒店客房设有淋浴/卫生间或浴缸/卫生间。
-房间提供一张穆斯林的祈祷毯，或可索取。
-穆斯林的祈祷方向（朝拜方向）均在房间内显示，或可要求告知。

### 白银标准
- 房间内提供酒店附近清真食品餐厅的列表，或可索取。
- 房间内的迷你吧不含任何酒精饮料（如有，可按要求移除）。

### 黄金标准
- 酒店提供认证的清真食品（早餐和/或客房服务)。

### 铂金标准
- 整个酒店无酒精饮料及食品。